# ケタンジ・ブラウン・ジャクソン
ケタンジ・ブラウン・ジャクソン（英語: Ketanji Brown Jackson [kəˈtɑːndʒi]、1970年9月14日 - ）は、アメリカ合衆国の法律家。2022年4月7日、同国で黒人女性初の最高裁判事。

## 来歴
ワシントンD.C.に生まれフロリダ州マイアミで育つ。ハーバード大学を優秀な成績で卒業（magna cum laude）。1992-1993年にTIME誌に勤め、その後、ハーバード大学ロースクールを優秀な成績で修了した（cum laude）。2022年現在、ワシントンD.Cの連邦控訴裁判所の判事を務める。2022年2月25日、ジョー・バイデン大統領は退任予定のスティーブン・ブライヤー連邦最高裁判所判事の後任としてジャクソンを指名し、3月21日より上院司法委員会で行われた公聴会では共和党議員より左派的な政治思層を持っているという懸念や特定の犯罪に甘いのではという指摘を受けた。4月7日に上院本会議にて人事案が賛成53、反対47票で承認され、初の黒人女性最高裁判事に就任することとなった。バイデンは大統領期間中に黒人女性を最高裁判事に指名することを公約しており、それが果たされる結果となった。